# Xavier Horcajo
Xavier Horcajo (Barcelona, 1958) és un periodista i economista català llicenciat en periodisme i doctorat en ciències econòmiques. Començà la seua trajectòria laboral treballant a l'auditoria Touche & Ross per a posteriorment dedicar-se per complet al periodisme. En este àmbit ha treballat per al periòdic Avui i més tard com a director de l'edició valenciana de Diario 16. Així mateix, també ha col·laborat amb altres mitjans de comunicació nacionals i internacionals com El Noticiero Universal, RNE, Le Monde i El País.
Entre les seues últimes labors professionals se troben la de subdirecció de la revista Época i la direcció del canal d'informació econòmica Intereconomía TV, lloc que va aconseguir després de treballar com a director d'Intereconomía a Catalunya. En eixe lloc va passar a un momentani i mal afortunat primera pla, el 31 de gener de 2009 després d'emetre un vídeo sobre el maltractament laboral per part d'El Gran Wyoming contra una becària del seu programa que va resultar ser un fake creat pel mateix equip d'El Intermedio amb el qual, Horcajo estava mantenint quasi cada dia un intercanvi d'insults en antena.
Javier Horcajo ha escrit obres de caràcter econòmic, entre les quals es troben "Al otro lado del Atlantico" i "JR El Tiburon"